# Freden i Frederiksborg
Freden på Frederiksborg undertecknades på det danska slottet Frederiksborg den 3 juli 1720 av Danmark och avslutade det stora nordiska kriget vad Sverige och Danmark anbelangade. I freden förband sig Sverige att avstå tullfriheten i Öresund och Bälten, betala en stor summa pengar till danskarna, bryta alliansen med hertigen av Holstein samt att inte motsätta sig en dansk ockupation av Schleswig. Freden hade redan undertecknats av Sverige den 3 juni samma år i Stockholm och benämns då tredje freden i Stockholm.
Fredsvillkoren var:
- Sverige avstod sin tullfrihet i Öresund
- Sverige erlade 600 000 riksdaler till Danmark
- Sverige förband sig att inte längre stödja hertigen av Holstein
- Danmark skulle återställa de under kriget erövrade områdena Rügen, delar av Vorpommern, Stralsund, Wismar och Marstrand till Sverige
- Sverige förband sig att inte återbefästa Wismar
- Danmark förband sig att inte längre stödja Ryssland eller låta ryska kapare använda danska hamnar